# Pediasia reosleri
Pediasia reosleri là một loài bướm đêm trong họ Crambidae.